# Nives Opačić
Nives Opačić (ur. 1944 w Vukovarze) – chorwacka filolog. Zajmuje się kroatystyką i normatywistyką językową. Działa na rzecz popularyzacji wiedzy o standardowym języku chorwackim.

## Życiorys
W 1968 r. ukończyła studia jugoslawistyczne i komparatystykę literacką na Wydziale Filozoficznym Uniwersytetu Zagrzebskiego. W 1973 roku uzyskała magisterium na podstawie pracy Red riječi u djelima suvremenih hrvatskih pisaca.
Od 1974 do 2004 wykładała w Katedrze Kroatystyki Kulturę mówienia, czytania i pisania (Kultura govorenja, čitanja i pisanja). W latach 1972–1974 przebywała na Wydziale Filozoficznym Uniwersytetu Karola w Pradze, gdzie była lektorem języka chorwackiego. W latach 1979–1981 pracowała jako lektor na Uniwersytecie Rzymskim.
Jej dorobek obejmuje szereg książek językowych i kilka wydawnictw podróżniczych. Publikuje na łamach czasopism: „Jezik”, „Filologija”, „Radovi Zavoda za slavensku filologiju”, „Rasprave Instituta za hrvatski jezik i jezikoslovlje”.
Opačić zamieszcza porady językowe w formie kolumn („Vjesnik”, „Novinar”, „Vijenac”) oraz wypowiada się w programach radiowych i telewizyjnych; autorka książek popularyzatorskich. Jej działalność popularyzatorska spotkała się z krytyką środowiska naukowego. Część lingwistów zarzuciło Nives Opačić brak warsztatu naukowego, promowanie preskryptywizmu oraz subiektywnych idei poprawności naukowej, uznanych za nieugruntowane we współczesnej wiedzy lingwistycznej.

## Wybrana twórczość
- Iza riječi (prtinom i cijelcem), Matica Hrvatska, 2005, (wydanie drugie 2006, wydanie trzecie 2010[7])
- Jezikomjer. Vodič za izbjegavanje najčešćih pogrešaka u hrvatskom standardnom jeziku (współautorstwo), książka + dwie płyty CD, Croma CO., Stobreč, 2005. (wydanie drugie 2006)
- Hrvatski u zagradama / Globalizacijske jezične stranputice, Hrvatska sveučilišna naklada, Zagrzeb, 2006.
- Hrvatski jezični putokazi, Hrvatska sveučilišna naklada, Zagrzeb, 2007.
- Moja draga škola, Biblioteka Dveri riječi, Profil, Zagrzeb, 2009. (wydanie drugie 2010)
- Riječi s nahtkasna i kantunala (preko noćnog ormarića), Profil, Zagrzeb, 2009.
- Reci mi to kratko i jasno (Hrvatski za normalne ljude), Novi Liber, Zagrzeb, 2009.[8] (wydanie drugie poszerzone Znanje, Zagrzeb, 2016.)
- Hrvatski ni u zagradama / Globalizacijska jezična teturanja, Hrvatska sveučilišna naklada, Zagrzeb, 2012., ISBN 978-953-169-250-2[9]
- Pod Velikim medvjedom: špartanje po sjevernoj hemisferi, Matica hrvatska, Zagrzeb, 2012. ISBN 978-953-150-981-7
- Novi jezični putokazi: hrvatski na raskrižjima, Hrvatska sveučilišna naklada, Zagrzeb, 2014. ISBN 978-953-169-273-1
- Malena mjesta srca moga, Alfa d.d., Zagrzeb, 2015. ISBN 978-953-297-769-1
- Osjenčane riječi, Matica hrvatska, Zagrzeb, 2017. ISBN 978-953-341-062-3